# Drenowo (gmina Kawadarci)
Drenowo (mac. Дреново) – wieś w południowej Macedonii Północnej, terytorialnie i administracyjnie należąca do gminy Kawadarci. Według stanu na 2002 rok jej liczebność wynosiła 648 mieszkańców.

położenie wsi na mapie gminy

Według danych ze spisu powszechnego przeprowadzonego w 2002 roku, wieś Drenowo zamieszkiwało 648 osób deklarujących następującą narodowość: 
- Macedończycy – 648 (100%)